# Orlacs Hände
Orlacs Hände is een Oostenrijkse expressionistische film uit 1924 onder regie van Robert Wiene.  Het is een verfilming van Les Mains d'Orlac, een roman uit 1920 van Maurice Renard. In 1935 werd de roman opnieuw verfilmd als Mad Love.

## Verhaal
De beroemde concertpianist Paul Orlac verliest zijn handen bij een treinongeluk. Hij ondergaat een transplantatie en krijgt nieuwe handen, die eerst van een misdadiger zijn geweest. Orlacs nieuwe handen blijken een eigen wil te hebben.

## Rolverdeling
| Acteur             | Personage      |
| ------------------ | -------------- |
| Conrad Veidt       | Paul Orlac     |
| Alexandra Sorina   | Yvonne Orlac   |
| Fritz Kortner      | Nera           |
| Carmen Cartellieri | Regine         |
| Fritz Strassny     | Vader van Paul |
| Paul Askonas       | Bediende       |

## Muziek
Meerdere componisten vervaardigden recent muziek voor de film:
- Pierre Oser (1995), voor een bezetting van cello, synthesizer en sampler
- Henning Lohner (2001), met achtergrondklank; deze versie ging in première tijdens het Gentse Filmfestival in 2001
- Paul Mercer (2008), voor een bezetting van viool, altviool, piano's, percussie en zang; deze versie werd ook op DVD uitgebracht
- Donald Sosin (2013), voor piano en orgel; deze versie ging in première op 13 juni 2013 in Wenen